# Petrus Jacobus Ligtvoet
Petrus Jacobus Ligtvoet (Rotterdam, 6 juni 1921 - Hedel, 25 april 1945) maakte tijdens de Tweede Wereldoorlog als soldaat-oorlogsvrijwilliger deel uit van de Prinses Irene Brigade.
Met de Brigade landde hij bij Normandië en trok vervolgens naar het noorden om Nederland te bevrijden. Hij werd dodelijk verwond door een handgranaat tijdens een gevecht In Hedel.
Ligtvoet, Jan Grootendorst en een derde persoon werden begraven in een veldgraf, midden in Hedel. In 1951 werd hij begraven op de Algemene begraafplaats in Hedel. In 1974 werd zijn graf verplaatst naar het Militair ereveld Grebbeberg te Rhenen.
Bij Koninklijk Besluit no. 7 van 12 juli 1945 ontving Ligtvoet postuum de Bronzen Leeuw. Zijn naam staat vermeld op de Erelijst van Gevallenen 1940-1945. Zijn naam staat vermeld op het monument Prinses Irenebrigade in Hedel.